# Równanie Gibbsa-Duhema
Równanie Gibbsa-Duhema – jedna z tożsamości termodynamicznych.
Załóżmy, że układ składa się z k-faz oraz s-substancji. Wtedy równanie Gibbsa-Duhema można zapisać w postaci:
|  |  | {\displaystyle -S^{k}{\textrm {d}}T^{k}+V^{k}{\textrm {d}}p^{k}-\sum _{i=1}^{s}{N_{i}^{k}{\textrm {d}}\mu _{i}}=0,} |  | (1) |

gdzie:
{\displaystyle S^{k}} – entropia {\displaystyle k}-tej fazy,
{\displaystyle T^{k}} – temperatura {\displaystyle k}-tej fazy,
{\displaystyle V^{k}} – objętość {\displaystyle k}-tej fazy,
{\displaystyle p^{k}} – ciśnienie {\displaystyle k}-tej fazy,
{\displaystyle N_{i}^{k}} – ilość cząstek i-tej substancji w {\displaystyle k}-tej fazie,
{\displaystyle \mu _{i}} – potencjał chemiczny substancji wchodzącej w skład układu.
W równaniu Gibbsa-Duhema uwzględniamy, że dana faza „{\displaystyle k}” może się składać z „{\displaystyle s}” substancji. Stąd w ostatnim członie występuje sumowanie po wszystkich substancjach wchodzący w skład rozważanej fazy.
We wzorze (1) wskaźnik „{\displaystyle k}” na górze oznacza numer fazy, a dolny wskaźnik to numer substancji.

## Dowód poprawności równania Gibbsa-Duhema
Potencjał Gibbsa dla {\displaystyle k}-tej przy jego energii wewnętrznej {\displaystyle U^{k},} ciśnieniu {\displaystyle p^{k},} objetości {\displaystyle V^{k},} temperaturze {\displaystyle T^{k}} i entropii {\displaystyle S^{k}} zapisujemy jako:
|  |  | {\displaystyle G^{k}=U^{k}+p^{k}V^{k}-T^{k}S^{k}.} |  | (2) |

Różniczce wyrażenia (2) wykorzystamy wzór wynikający z pierwszej zasady termodynamiki, czyli
|  |  | {\displaystyle {\textrm {d}}G^{k}={\textrm {d}}U^{k}+p^{k}{\textrm {d}}V^{k}+V^{k}{\textrm {d}}p^{k}-T^{k}{\textrm {d}}S^{k}-S^{k}{\textrm {d}}T^{k}+\sum _{i=1}^{s}\mu _{i}^{k}{\textrm {d}}N_{i}^{k}=} {\displaystyle =T^{k}{\textrm {d}}S^{k}-p^{k}{\textrm {d}}V^{k}+p^{k}{\textrm {d}}V^{k}+V^{k}{\textrm {d}}p^{k}-T^{k}{\textrm {d}}S^{k}-S^{k}{\textrm {d}}T^{k}+\sum _{i=1}^{s}\mu _{i}^{k}{\textrm {d}}N_{i}^{k}=} {\displaystyle =-S^{k}{\textrm {d}}T^{k}+V^{k}{\textrm {d}}p^{k}+\sum _{i=1}^{s}\mu _{i}^{k}{\textrm {d}}N_{i}^{k}.} |  | (3) |

Równanie (3) przepisujemy w postaci:
|  |  | {\displaystyle {\textrm {d}}G^{k}=-S^{k}{\textrm {d}}T^{k}+V^{k}{\textrm {d}}p^{k}+\sum _{i=1}^{s}\mu _{i}^{k}{\textrm {d}}N_{i}^{k}.} |  | (4) |

W stanie równowagi termodynamicznej występuje stała temperatura, ciśnienie w rozważanym układzie, zatem potencjał Gibbsa jest:
|  |  | {\displaystyle G^{k}=\sum _{i=1}^{s}\mu _{i}^{k}N_{i}^{k}.} |  | (5) |

Różniczka wielkości (5) przepisujemy z definicji różniczki iloczynu:
|  |  | {\displaystyle {\textrm {d}}G^{k}={\textrm {d}}\left(\sum _{i=1}^{s}\mu _{i}^{k}N_{i}^{k}\right)=\sum _{i=1}^{s}\left(N_{i}^{k}{\textrm {d}}\mu _{i}^{k}+\mu _{i}^{k}{\textrm {d}}N_{i}^{k}\right).} |  | (6) |

Łącząc równanie (4) z (6), co otrzymujemy:
|  |  | {\displaystyle -S^{k}{\textrm {d}}T^{k}+V^{k}{\textrm {d}}p^{k}+\sum _{i=1}^{s}\mu _{i}^{k}{\textrm {d}}N_{i}^{k}=\sum _{i=1}^{s}\left(N_{i}^{k}{\textrm {d}}\mu _{i}^{k}+\mu _{i}^{k}{\textrm {d}}N_{i}^{k}\right).} |  | (7) |

W równaniu (7), po krótkich redukowaniu wyrazów jednego wyrazu z prawej z wyrażeniem z lewej strony naszego równania, wtedy dochodzimy do wniosku:
|  |  | {\displaystyle -S^{k}{\textrm {d}}T^{k}+V^{k}{\textrm {d}}p^{k}-\sum _{i=1}^{s}N_{i}^{k}{\textrm {d}}\mu _{i}^{k}=0.} |  | (8) |

Dla tej samej substancji w różnych fazach potencjały chemiczne są jednakowe, wykorzystując tę wiadomość, mamy:
|  |  | {\displaystyle -S^{k}{\textrm {d}}T^{k}+V^{k}{\textrm {d}}p^{k}-\sum _{i=1}^{s}N_{i}^{k}{\textrm {d}}\mu _{i}=0.} |  | (9) |

Co kończy dowód.